# Waldburg-Zeil

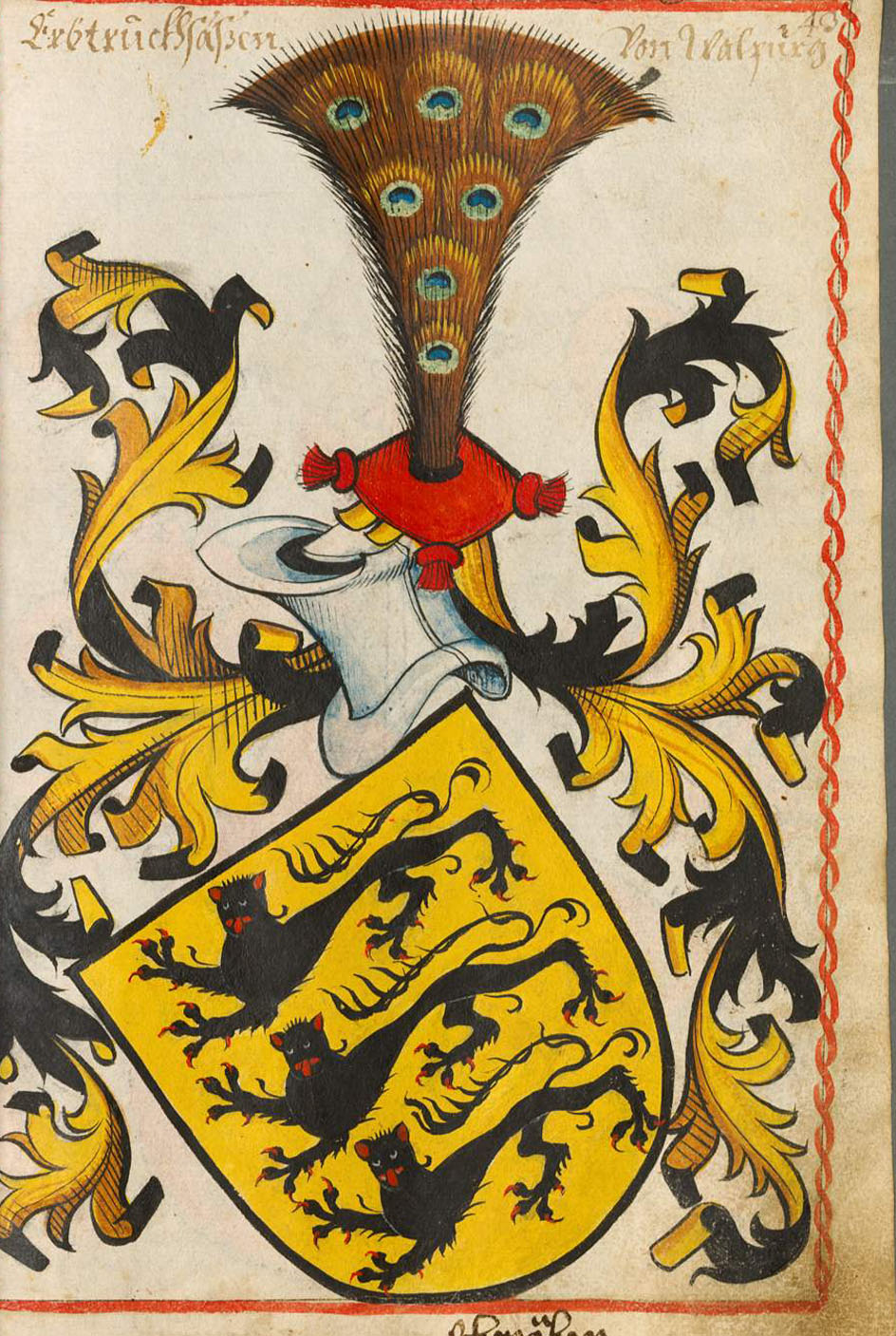
Wappen der Waldburg aus dem Scheiblerschen Wappenbuch von 1450 bis 1480

Waldburg-Zeil ist der Name einer der zahlreichen Linien des ursprünglich welfisch-staufischen Ministerialengeschlechts Waldburg.   Waldburg-Zeil  entstand 1595 durch Teilung der Georgischen Linie in die beiden Linien Waldburg-Wolfegg und Waldburg-Zeil.  Wie alle regierenden Linien des Hauses Waldburg in Oberschwaben blieb auch Waldburg-Zeil dem katholischen Glauben, der römischen Kirche, dem Papst sowie Kaiser und Reich stets  eng verbunden. Ihre Stammburg ist Schloss Zeil bei Leutkirch im Allgäu.

## Ämter und reichsständische Herrschaften des Hauses Waldburg-Zeil
- 1525 Reichserbtruchsessenamt
- 1628 Reichsgrafen von Waldburg und von Zeil
- 1772 Erben der Linie Waldburg-Trauchburg
- 1803 Reichsfürsten zu Waldburg-Zeil und Trauchburg
- 1806 Grafen von Lustenau in Vorarlberg

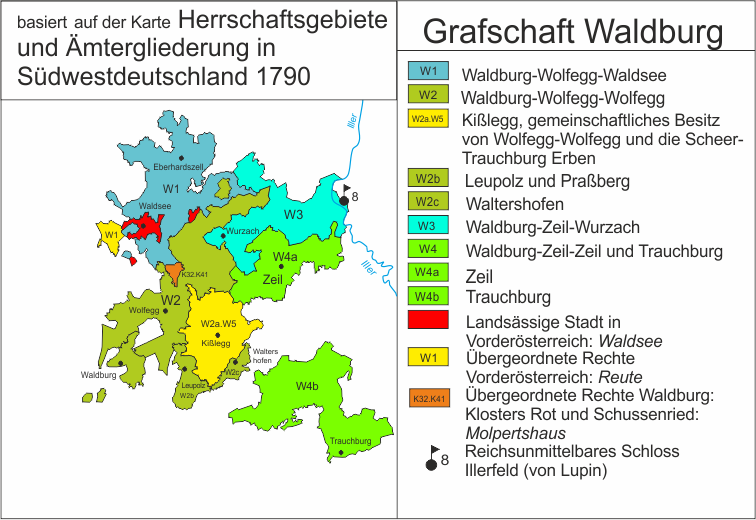
Grafschaft Waldburg um 1790

## Georgische Linie des Hauses Waldburg

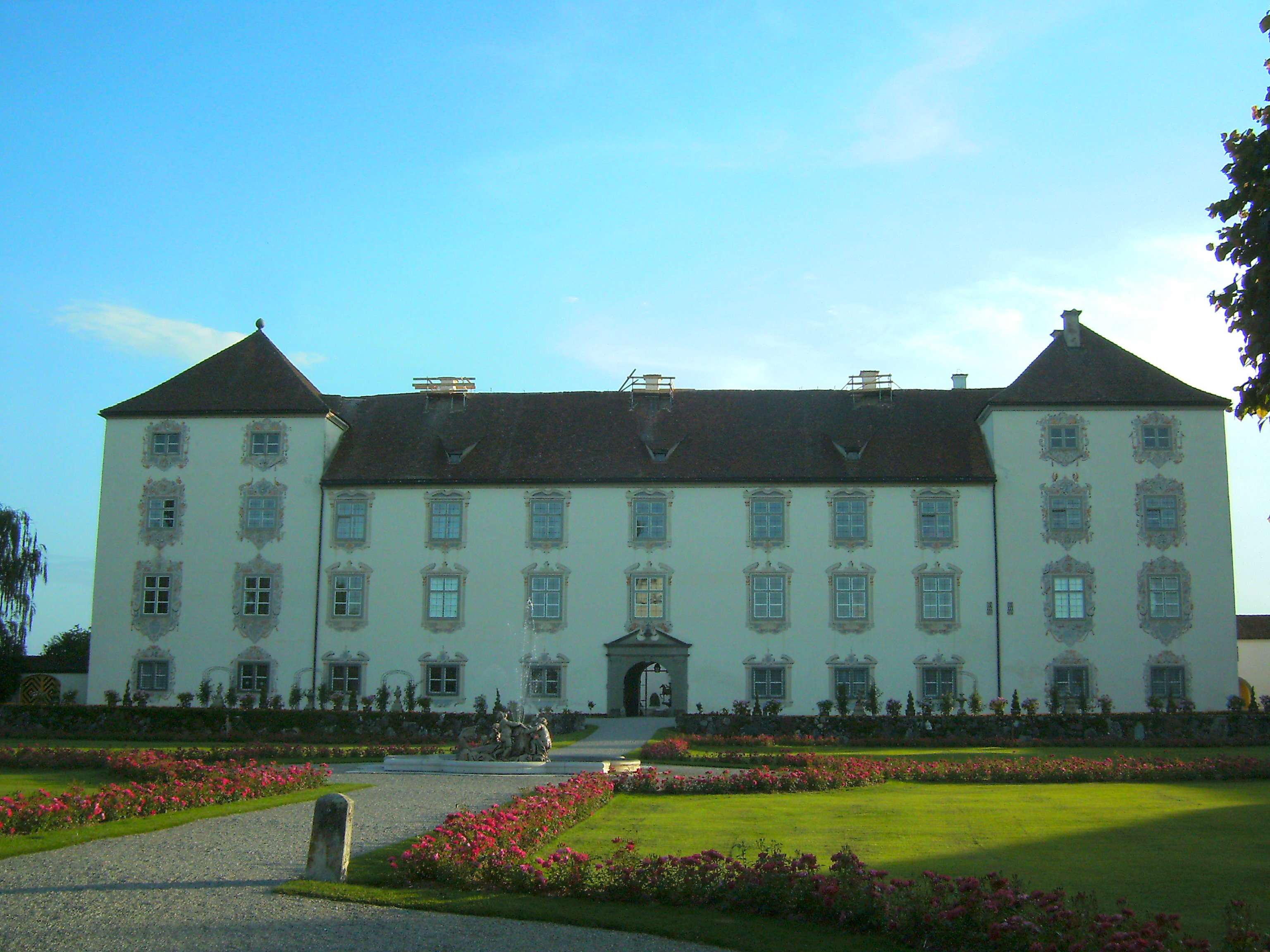
Schloss Zeil

Die Truchsessen von Waldburg teilten sich 1429 in drei Linien auf. Zum ersten in die Eberhardische (Sonnenberger), zum zweiten in die Jakobische (Trauchburger) und zum dritten in die Georgische (Zeiler) Linie. Stammvater der Georgischen Linie war Truchsess Georg I. († 1467), einer der drei Söhne des Grafen Johann († 1414). Der als Bauernjörg bekannte Truchsess Georg III.  hatte entscheidenden Anteil an der Niederwerfung der Aufstände im Bauernkrieg. 1595 erfolgte die Teilung in die Linien Waldburg-Wolfegg, Waldburg-Waldburg und Waldburg-Zeil, wobei Waldburg-Waldburg bereits im Jahre 1600 ausstarb und auf die fortbestehenden Linien Waldburg-Wolfegg und Waldburg-Zeil aufgeteilt wurde.
Eine Liste der Truchsesse der Georgischen Linie von 1423 (1429) bis zur Teilung 1595 befindet sich im Artikel Waldburg-Wolfegg.

## Waldburg-Zeil

Schloss Zeil bei Leutkirch im Allgäu 1907

Als eigentlicher Stammherr des Hauses Waldburg-Zeil gilt Truchsess Frobenius († 1614), einer der beiden Söhne von Jacob von Waldburg († 1589) und Johanna von Zimmern. Frobenius’ Sohn Johann Jakob I. erlangte am 7. September 1628 die Reichsgrafenwürde. Nach seinem Tod im Jahre 1674 teilte sich die Linie Waldburg-Zeil nochmals auf in die Zweige Waldburg-Zeil-Zeil (bzw. seit 1772 durch Erbfall nunmehr Waldburg-Zeil-Trauchburg genannt) und Waldburg-Zeil-Wurzach.

## Waldburg-Zeil-Trauchburg

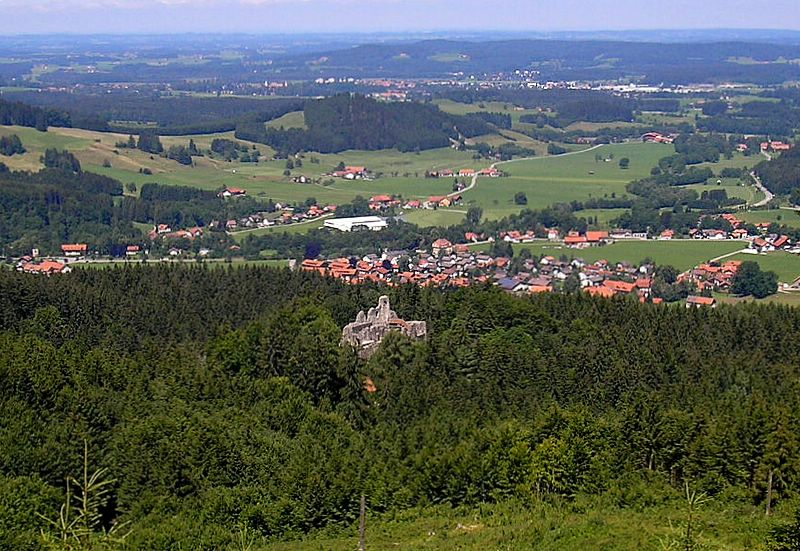
Ruine der Burg Alt-Trauchburg, im Hintergrund Isny

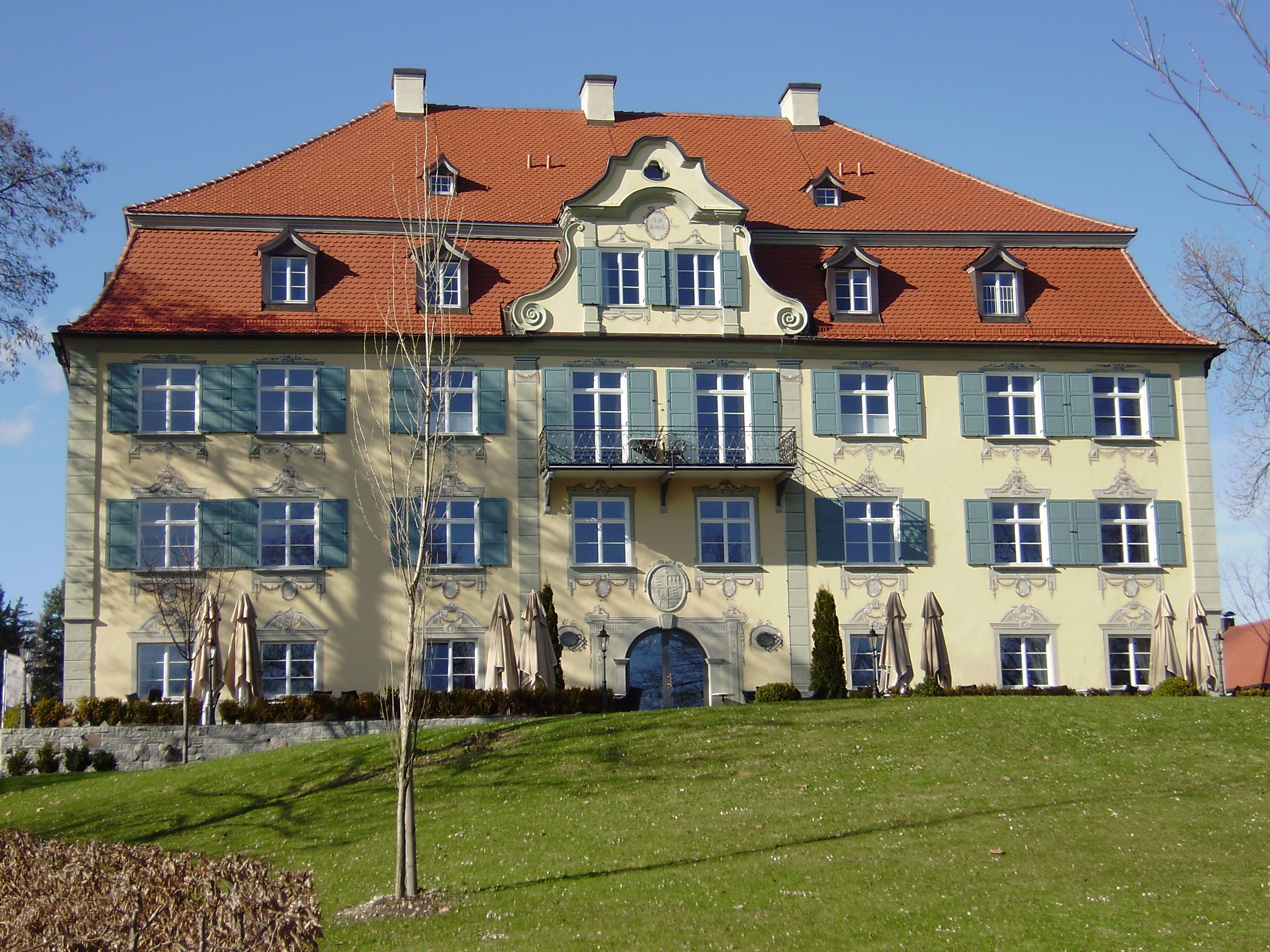
Schloss Neutrauchburg in Isny

Das ursprüngliche Haus Waldburg-Zeil-Zeil erbte 1779 die erloschene Grafschaft Waldburg-Trauchburg und nennt sich seither Waldburg-Zeil-Trauchburg.
Liste der Grafen von Waldburg-Zeil-Zeil:
- 1674–1684 Paris Jakob
- 1684–1717 Johann Christoph
- 1717–1750 Johann Jakob II.
- 1750–1790 Franz Anton
- 1790–1806 Maximilian von Waldburg-Zeil, regierender Reichsfürst ab 1803 bis 1806

1803 wurde das Haus in der Reichsfürstenstand erhoben, jedoch bereits 1806 mediatisiert. Das Territorium gelangte zum größeren Teil an Württemberg und zu einem geringeren Teil an Bayern. Die Fürsten von  Waldburg-Zeil-Trauchburg besaßen als Standesherren im 19. Jahrhundert je ein Mandat in der Ersten Kammer der Württembergischen Landstände und in der Kammer der Reichsräte des Bayerischen Landtags. Sie gehören zu den standesherrlichen Häusern der zweiten Abteilung des Genealogischen Handbuch des Adels. Besonders politisch aktiv wurden Fürst Maximilian von Waldburg-Zeil und sein Enkel Constantin von Waldburg-Zeil, die jeweils mit der ungeliebten württembergischen Landeshoheit in heftigen Konflikt gerieten.
Heute ist die Familie in den Bereichen Land- und Forstwirtschaft tätig sowie durch die unternehmerischen Aktivitäten von Georg von Waldburg zu Zeil und Trauchburg auch im Mediensektor (Schwäbischer Verlag GmbH & Co. KG mit der Schwäbischen Zeitung, Beteiligungen am Allgäuer Zeitungsverlag und der Memminger Zeitung) und im Gesundheitswesen (Waldburg-Zeil Kliniken).

## Waldburg-Zeil-Wurzach

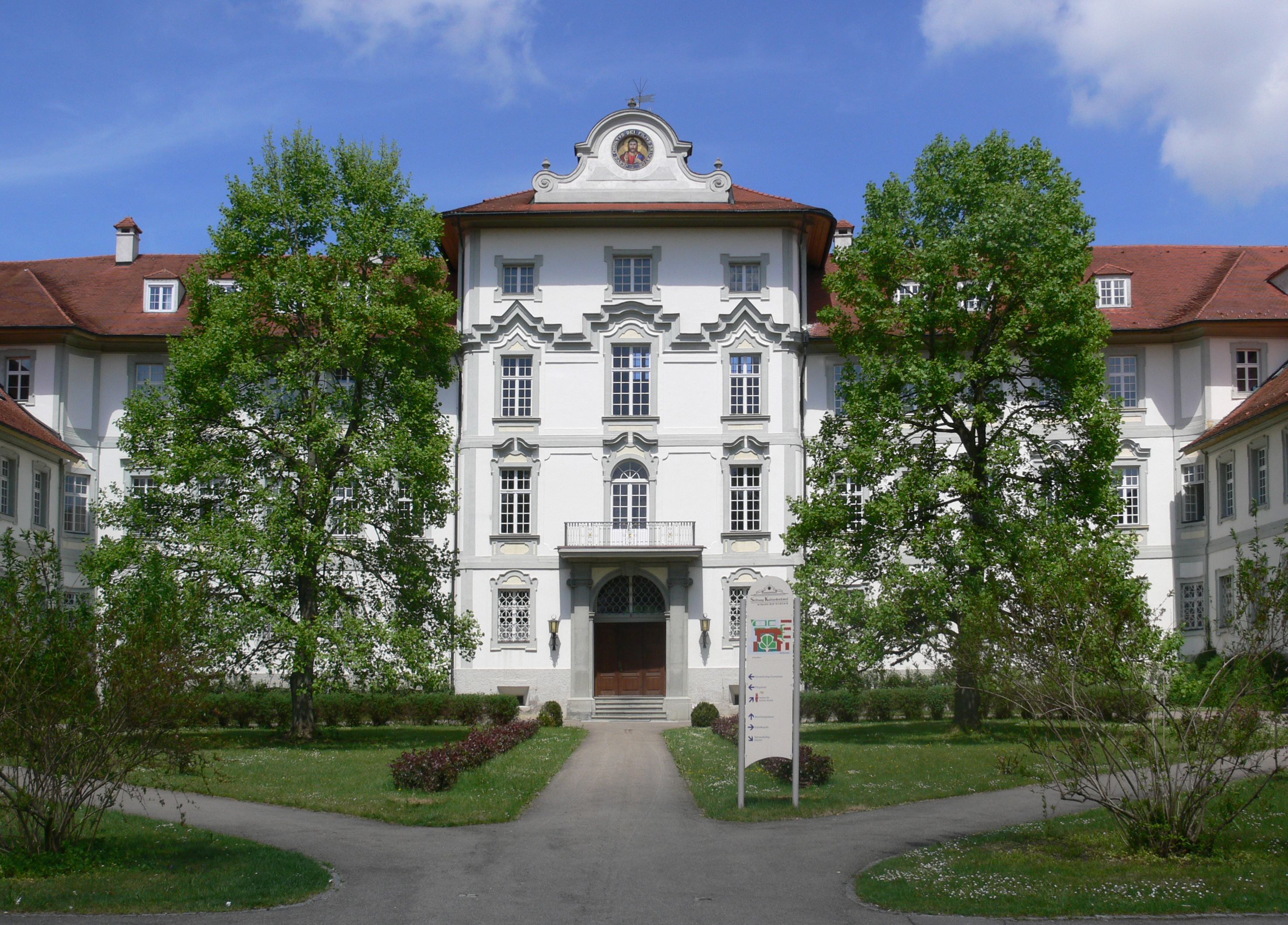
Schloss in Bad Wurzach

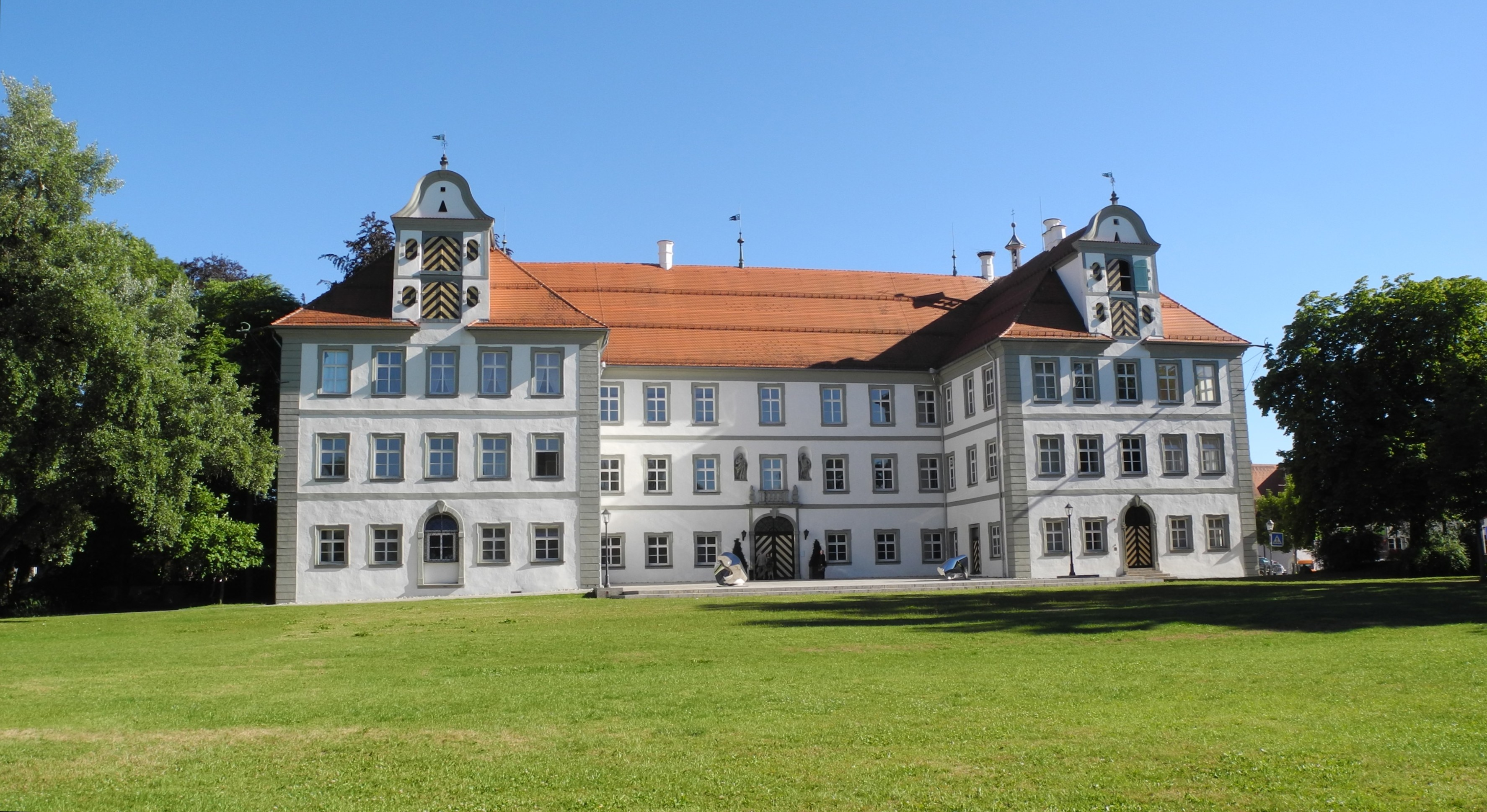
Neues Schloss in Kißlegg

Waldburg-Zeil-Wurzach war der jüngere Zweig der 1674 erfolgten Teilung von Waldburg-Zeil.
Liste der Grafen von Waldburg-Zeil-Wurzach:
- 1674–1700 Sebastian Wunibald
- 1700–1734 Ernst Jakob
- 1734–1781 Franz Ernst
- 1781–1806 Eberhard I., seit dem 21. März 1803 Reichsfürst

1803 wurde das Haus ebenso wie Waldburg-Zeil-Trauchburg und Waldburg-Wolfegg-Waldsee in der Reichsfürstenstand erhoben, jedoch bereits 1806 mediatisiert. Waldburg-Zeil-Wurzach gehörte zu den standesherrlichen Häusern der zweiten Abteilung des Genealogischen Handbuch des Adels mit Sitz und Stimme in der Ersten Kammer der Württembergischen Landstände und in der Kammer der Reichsräte des Bayerischen Landtags. Mit dem Tod Eberhards II. von Waldburg zu Zeil und Wurzach 1903 erlosch Waldburg-Zeil-Wurzach im Mannesstamm. Das Schloss in Bad Wurzach und das Neue Schloss in Kißlegg fielen an die Hauptlinie zu Zeil.

## Waldburg-Zeil-Lustenau-Hohenems
1779 erfolgte die Gründung der Linie Waldburg-Zeil-Hohenems durch Heirat mit dem Hohenemser bzw. Lustenauer Reichsgrafengeschlecht. Der souveräne Staat Lustenau unter den regierenden Grafen Waldburg-Zeil-Lustenau-Hohenems fiel nach dem Ende des Heiligen Römischen Reiches 1806 zunächst an Bayern, ab 1817 wieder an das Stammhaus Waldburg-Zeil und ist somit als eigene Linie erloschen (als Patrimonialgericht Lustenau) und 1830 endgültig an Österreich.

Palast Hohenems, Vorarlberg
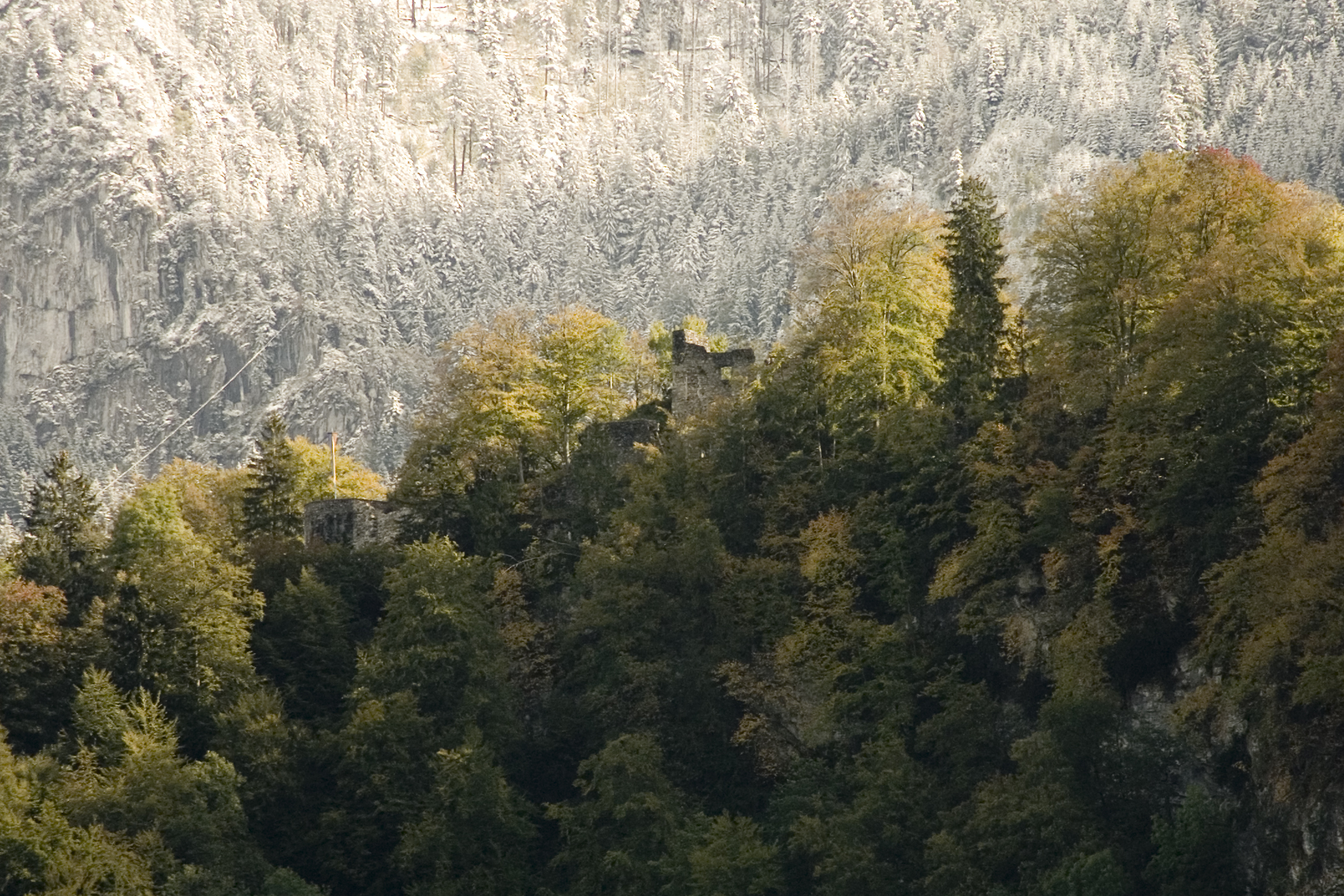
Ruine Alt-Ems in Hohenems
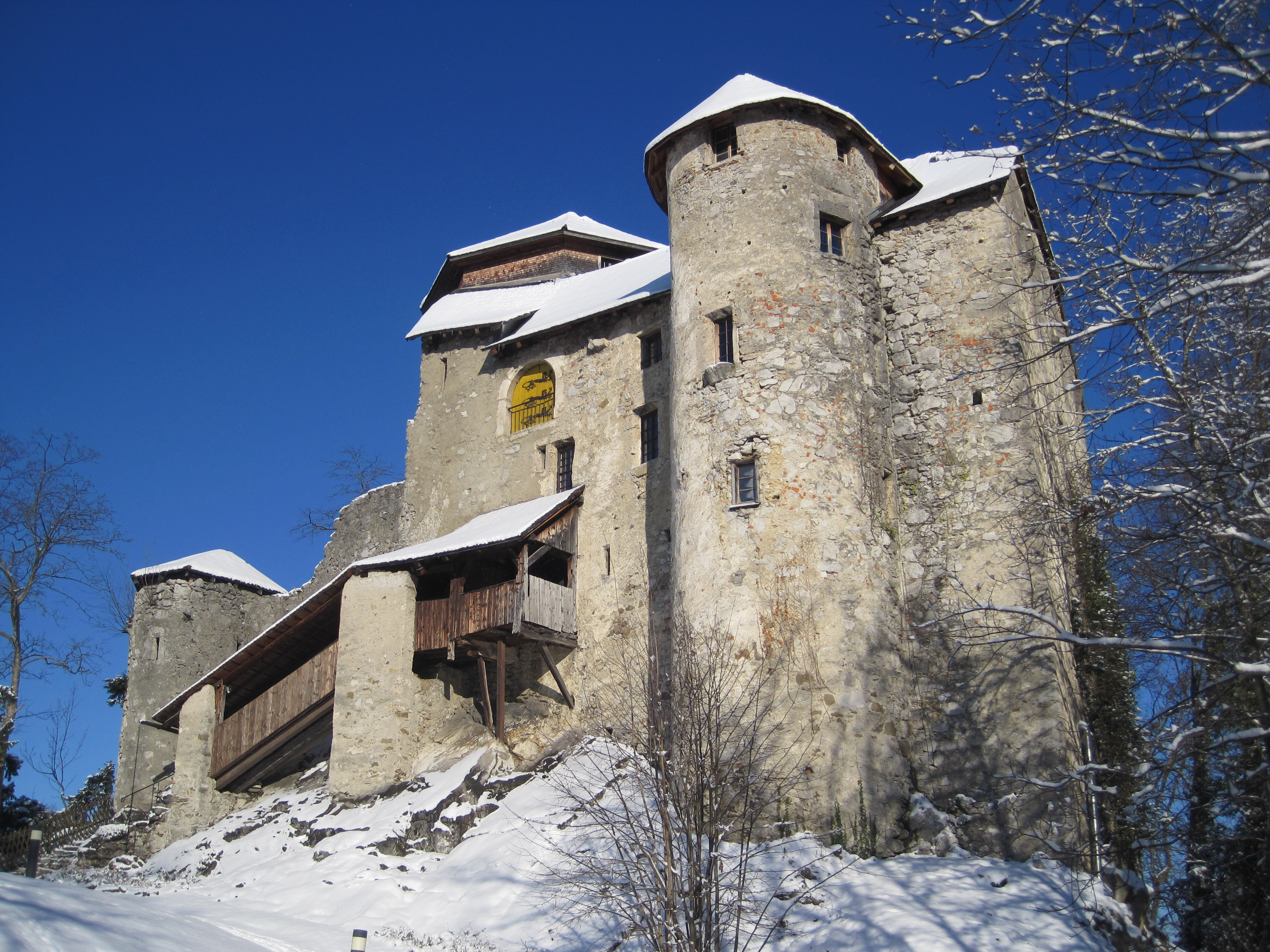
Burg Neu-Ems

## Burgen und Schlösser der Zeiler Linie
- Burg Waldburg (Württemberg), Stammburg der gesamten Familie, Allgäu (im Besitz der Linie Wolfegg-Waldsee)
- Schloss Zeil bei Leutkirch im Allgäu
- Ruine Alttrauchburg, Weitnau
- Schloss Neutrauchburg in Isny, Allgäu
- Schloss Rimpach, Allgäu
- Schloss Syrgenstein, Allgäu
- Palast Hohenems in Hohenems, Vorarlberg
- Ruine Alt-Ems in Hohenems
- Schloss Glopper (Burg Neu-Ems) in Hohenems
- Schloss Rohrau, Niederösterreich

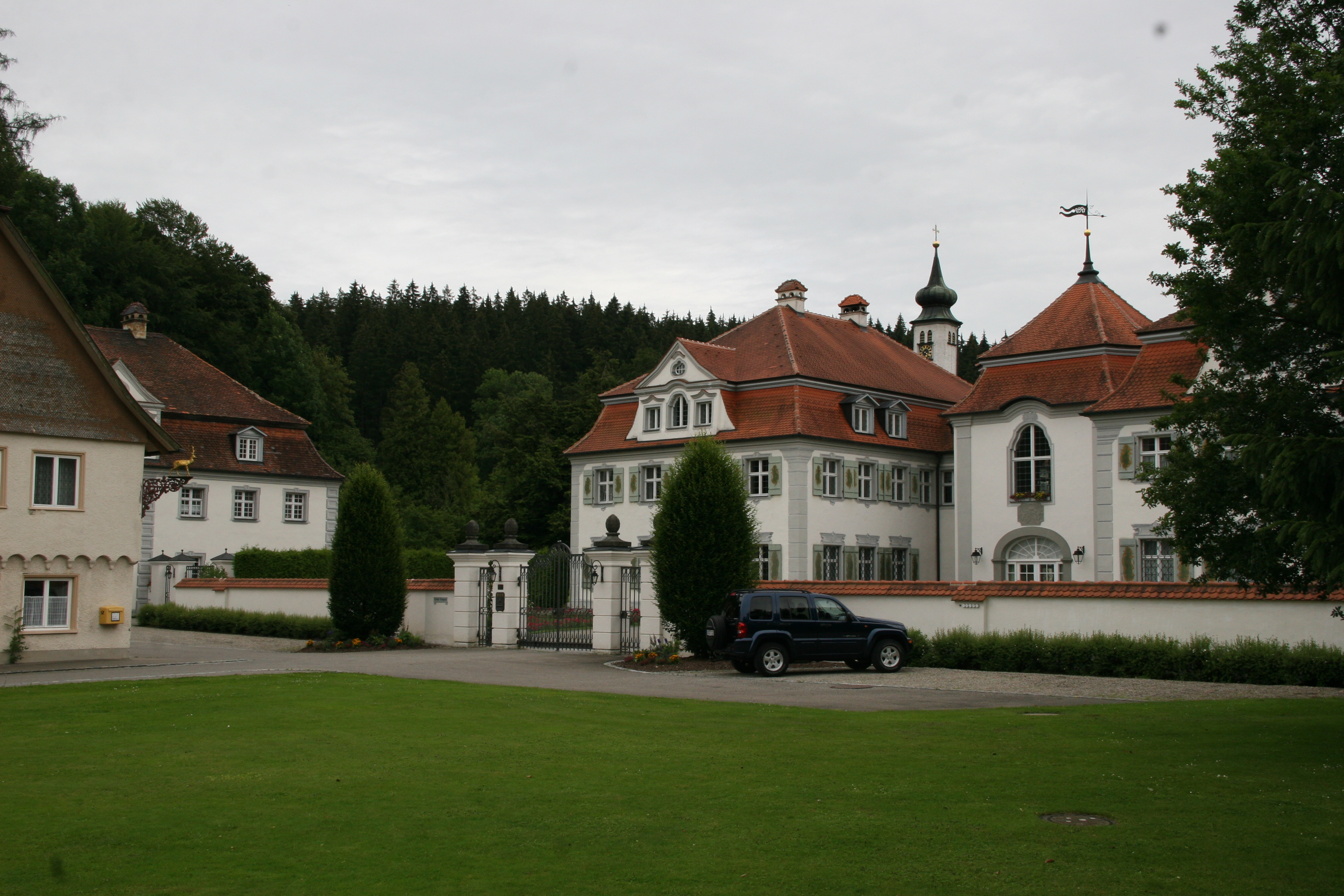
Schloss Rimpach
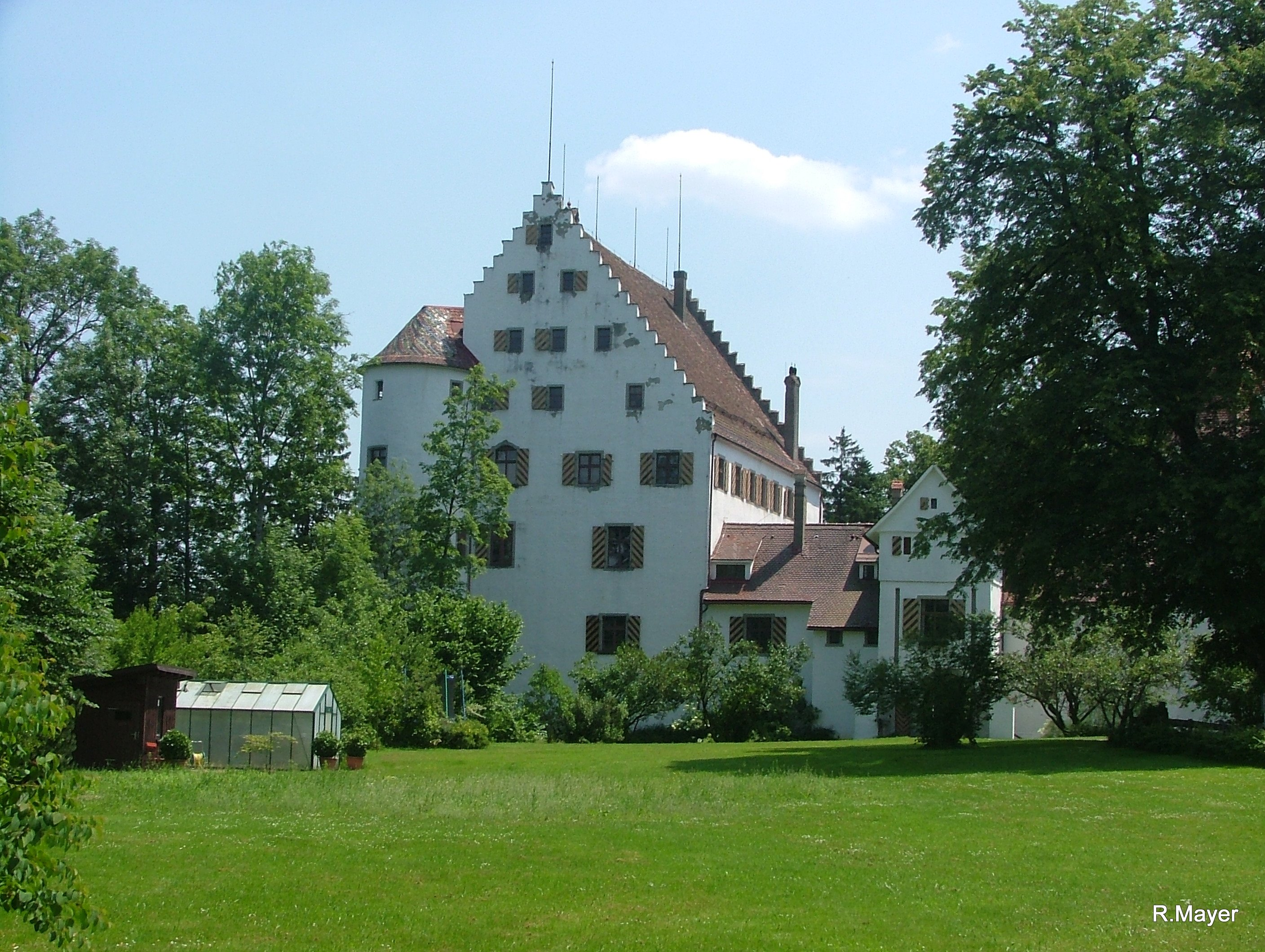
Schloss Syrgenstein
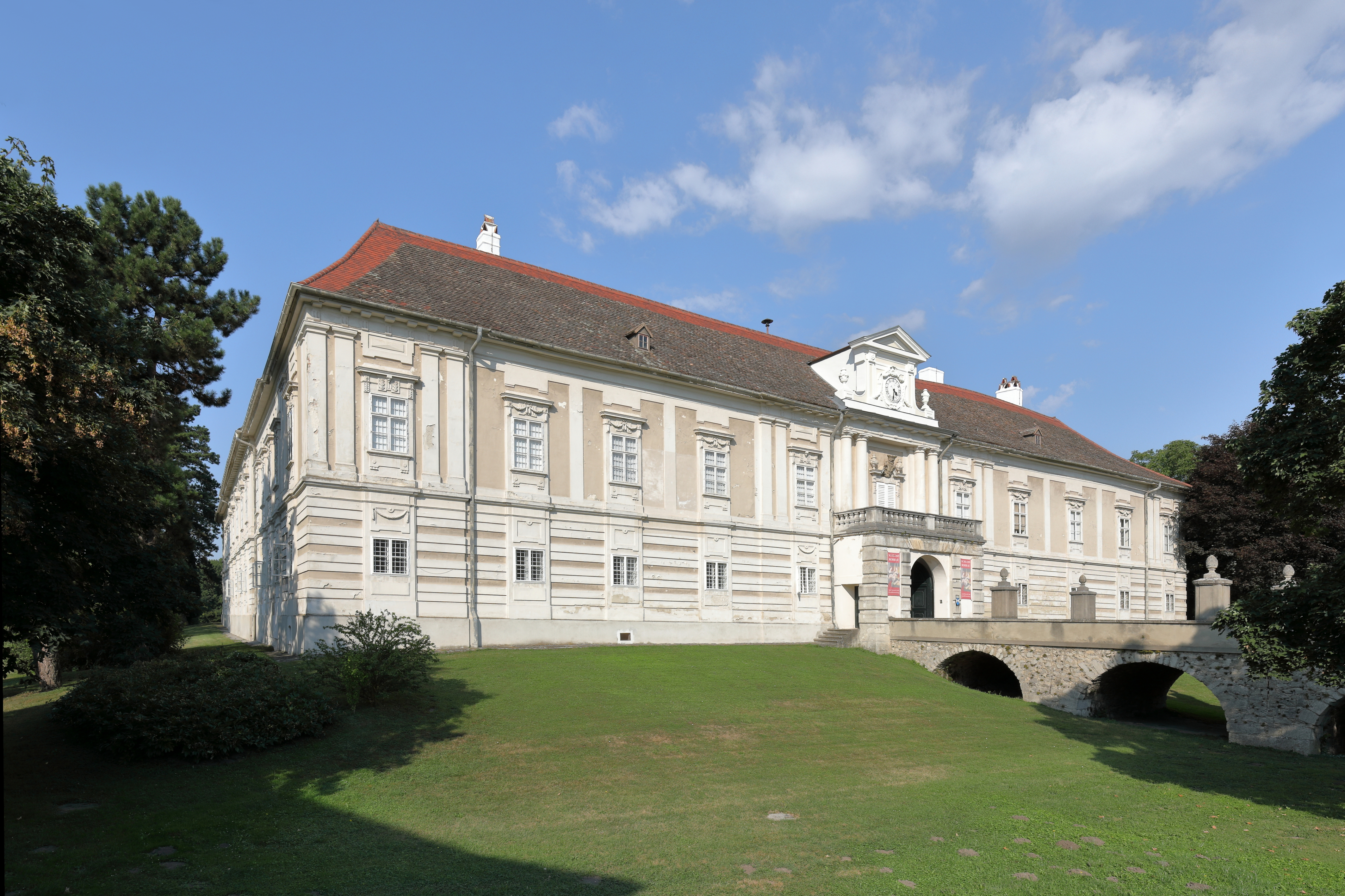
Schloss Rohrau, Niederösterreich

## Wichtige Vertreter der Linie Zeil
- Georg von Waldburg-Zeil (1488–1531), deutscher Heerführer, genannt der Bauernjörg
- Maria Franziska von Waldburg-Zeil-Wurzach (1630–1693), Äbtissin des Damenstifts Buchau
- Joseph Karl Truchseß von Waldburg-Zeil-Wurzach (1712–1786), Dompropst in Köln
- Ferdinand Christoph von Waldburg-Zeil (1719–1786), Fürstbischof von Chiemsee
- Fürst Maximilian Wunibald von Waldburg zu Zeil und Trauchburg (1750–1818)
- Clemens von Waldburg-Zeil-Lustenau-Hohenems (1753–1817), Gründer der Linie Lustenau-Hohenems
- Sigmund Christoph von Waldburg zu Zeil und Trauchburg (1754–1814), Bischof von Chiemsee, Generalvikar, Koadjutor und Administrator der Erzdiözese Salzburg
- Maria Walburga von Truchsess-Waldburg-Zeil (1762–1828), Wohltäterin und Pädagogin
- Leopold von Waldburg-Zeil-Wurzach (1769–1800), Erbgraf und Standesherr
- Franz von Waldburg-Zeil und Trauchburg (1778–1845), Standesherr der Königreiche Bayern und Württemberg und 1819 Präsident der württembergischen Ständeversammlung
- Leopold von Waldburg zu Zeil und Wurzach (1795–1861), deutscher Standesherr
- Constantin von Waldburg-Zeil-Trauchburg (1807–1862)
- Georg Ferdinand von Waldburg-Zeil-Trauchburg (1823–1866), Jesuit, bekannter Prediger
- Karl von Waldburg zu Zeil und Wurzach (1825–1907), deutscher Standesherr
- Eberhard II. von Waldburg zu Zeil und Wurzach (1828–1903), deutscher Standesherr
- Constantin von Waldburg-Zeil (1839–1905), Politiker aus Württemberg
- Wilhelm von Waldburg-Zeil (1835–1906), Standesherr der Königreiche Bayern und Württemberg und von 1872 bis 1899 Präsident der württembergischen Kammer der Standesherren
- Karl von Waldburg-Zeil (1841–1890), deutscher Offizier und Naturforscher
- Georg von Waldburg-Zeil, württembergischer Standesherr und Offizier
- Sophie von Waldburg-Syrgenstein (1857–1924), deutsche Lyrikerin
- Erich von Waldburg-Zeil und Trauchburg (1899–1953), deutscher Unternehmer und Großgrundbesitzer
- Franz Josef Waldburg-Zeil (* 1927), Chef der Familie Waldburg-Hohenems
- Georg Fürst von Waldburg zu Zeil und Trauchburg (1928–2015), Chef der Linie Zeil des Hauses Waldburg
- Alois Graf von Waldburg-Zeil (1933–2014), deutscher Politiker (CDU), MdB
- Clemens Graf von Waldburg-Zeil und Trauchburg (* 1960)
- Erich Fürst von Waldburg zu Zeil und Trauchburg (* 1962), deutscher Unternehmer und Großgrundbesitzer, Chef des Hauses Waldburg-Zeil